# خدمتکار تو
خدمتکار تو (انگلیسی: Your House Helper; کره‌ای: 당신의 하우스헬퍼) یک مجموعه تلویزیونی کره جنوبی سال ۲۰۱۸ بر پایه وب‌کمیک با همین نام است که در سال ۲۰۱۴ توسط کی‌تون منتشر شد و برای سه فصل ادامه داشت. در این مجموعه ها سوک جین، بونا، لی جی-هون، گو وون-هی، جون سو-جین و سو اون آه ایفای نقش کردند. این مجموعه از ۴ ژوئیه تا ۲۹ اوت ۲۰۱۸، روزهای چهارشنبه و پنجشنبه ساعت ۲۲:۰۰ (کی‌اس‌تی) از کی‌بی‌اس۲ پخش شد.

## بازیگران

### اصلی
- ها سوک جین در نقش کیم جی وون[۵][۶]
- بونا در نقش ایم دا یونگ[۷]
- لی جی هون در نقش کوان جین کوک[۸]
- گو وون-هی در نقش یون سانگ آه[۹]
- جون سو-جین در نقش کانگ هه جو[۱۰]
- سو اون آه در نقش هان سو می[۱۰]